# トリフェニルアルシン
トリフェニルアルシン（英: Triphenylarsine）は、化学式As(C6H5)3、もしくはAsPh3で表される有機ヒ素化合物の一種である。有機合成化学の試薬や、錯体化学においては配位子として用いられる。ヒ素原子とフェニル基の炭素原子との間の結合距離は1.942–1.956Åで、炭素-ヒ素-炭素の結合角は99.6–100.5°である。
ヒ素を含有する化合物であり、日本の毒物及び劇物取締法では毒物に、国際がん研究機関では発癌性リスクについてGroup1（ヒトに対する発癌性が認められる）に分類している。

## 製法
ナトリウムを還元剤として、三塩化ヒ素とクロロベンゼンから調製される。
{\displaystyle {\ce {AsCl3\ + 3PhCl\ + 6Na -> AsPh3\ + 6NaCl}}}

## 用途
トリフェニルアルシンは、代表的な沈殿剤の塩化テトラフェニルアルソニウム {\displaystyle {\ce {(AsPh4)Cl}}} の前駆体である。
Ir {\displaystyle {\ce {Cl(CO)(AsPh3)2}}} や Rh{\displaystyle {\ce {Cl(AsPh3)3}}} など、対応するトリフェニルホスフィン誘導体に類似した低原子価金属との複合体を形成する。